# اضطراب فرط النشاط ونقص الانتباه (الغفلة السائدة)
اضطراب فرط النشاط ونقص الانتباه - الغفلة السائدة أو (ADHD-PI)، هو واحد من ثلاثة أنواع فرعية لاضطراب فرط النشاط ونقص الانتباه (ADHD). 
بينما لايزال ADHD-PI يسمى أحيانا باضطراب نقص الانتباه ADD عند الجمهور العام، إلا أن هذه المصطلحات القديمة قد تغيرت رسميا سنة 1994 في الدليل التشخيصي والإحصائي للاضطرابات العقلية، الطبعة الرابعة (DSM-IV)

## الاختلافات بين الأنواع الفرعية الأخرى من فرط نشاط اضطراب نقص الانتباه.
يختلف اضطراب فرط النشاط ونقص الانتباه – الغفلة السائدة عن الأنواع الفرعية الاخري من اضطراب فرط النشاط ونقص الانتباه في انه يتميز في المقام الأول بالغفلة وبسهولة التشتت والفوضى والتسويف والنسيان واللامبالاة (التعب)، ولكن مع القليل، أو مع عدم وجود أعراض فرط نشاط أخرى أو اندفاع شبيهة بالأنواع الفرعية الاخري لاضطراب فرط النشاط ونقص الانتباه ADHD. قد يكون هؤلاء الأطفال أكثر عرضة للفشل الدراسي والانسحاب المبكر من المدرسة }3 تنيجة لافتراضات المدرسين والآباء غير الصحيحة بخصوص سلوك ومواقف الطفل الذي يعاني اضطراب فرط النشاط ونقص الانتباه– الغفلة السائدة، الذي لم يتم تشخيصه، وقد يقدمون لهم ردود أفعال خاطئة وسلبية (مثل، "أنت غير مسئول، "أنت كسول"، "أنت غير مهتم/لاتبدي أي مجهود"، "أنت لا تحاول"...الخ).
لربما يدرك الأطفال الغافلون الأكثر ذكاء في بعض المستويات، أنهم مختلفون إلى حد ما عن أقرانهم، ومع ذلك من المرجح أيضا أن يقبلوا ويستوعبوا ردود الأفعال السلبية المستمرة، خالقين صورة سلبية لأنفسهم قد تصبح ذاتية التعزيز. وفي حالة تقدم مثل هؤلاء الأطفال نحو البلوغ من دون تشخيص أو من دون علاج، فان هذه الغفلة والاحباطات المستمرة وضعف الصورة الذاتية قد تخلق لهم في كثير من الأحيان مشاكل حادة عديدة تعيقهم عن الحصول تكوين علاقات صحية، وعن النجاح في الدراسة ما بعد الثانوية، أو النجاح في مكان العمل. ويمكن لهذه المشاكل ان تجمع بين الإحباط وتدني احترام الذات، وتؤدي في كثير من الأحيان إلى الأمراض الثانوية بما في ذلك اضطرابات القلق واضطرابات المزاج وغالبا ما تقود الي تعاطي المخدرات.
أشارت باتريشا كوين (Patricia Quinn)، ضمن آخرون، إلى أن بعض أعراض اضطراب فرط النشاط ونقص الانتباه (ADHA) التي تظهر في مرحلة الطفولة، تبدو أقل علنية عنها في مرحلة البلوغ. ومن المرجح أن يكون السبب في ذلك هو مقدرة الشخص البالغ علي التعديلات المعرفية وعلي تطوير مهارات التكيف مقللا من تواتر الغفلة أو سلوكيات النشاط المفرط. ومع ذلك، لا تنتهي المشاكل الأساسية اضطراب فرط النشاط ونقص الانتباه مع التقدم في السن. اقترح بعض الباحثين بأن يحصل بعض الأفراد الذين لديهم أعراض فرط النشاط المنخفض أو الاقل علنية علي تشخيص ADHA المشترك. واقترح هالو ويل وراتي (Hallowell وراتي (Ratey) (2005 (10) بأن مظاهر فرط النشاط تتغير ببساطة في فترة المراهقة والبلوغ وتصبح قلقا أكثر عمومية أو أكثر ميلا للتململ.
في الطبعة الثالثة من الدليل الإحصائي والتشخيصي للاضطرابات العقلية، صنفت أعراض التباطؤ والنعاس وأحلام اليقظة كمميزات لاضطراب فرط النشاط ونقص الانتباه (ADHD) وأزيلت هذه الأعراض في الطبعة الرابعة من معايير الدليل الإحصائي والتشخيصي للاضطرابات العقلية – الطبعة الرابعة، لأنه بالرغم من وجود تلك الأعراض مع فرط نشاط نقص الانتباه PI (الغفلة السائدة) ADHD-PI، فان هذه الأعراض تحدث فقط عند غياب أعراض فرط النشاط. ووصفت هذه الأعراض المميزة ببطء الإيقاع المعرفي (SCT.
خلص تحليل لسبع وثلاثين دراسة في الاختلافات الإدراكية بين الذين يعانون من اضطراب فرط النشاط ونقص الانتباه PI نوع الغفلة واضطراب فرط النشاط ونقص الانتباه النوع المختلط، أن النوع الفرعي ADHD/C يؤدي أفضل من النوع الفرعي ADHD/I في نواحي سرعة المعالجة والاهتمام والأداء والذكاء والذاكرة والطلاقة. ويكون أداء ADHD/I أفضل من مجموعة ADHD/C في معايير المرونة والذاكرة العاملة والقدرة المرئية/المكانية والقدرة الحركية وفي اللغة. ووجد أن أداء كل المجموعتين ADHD/C و ADHD/I كان أسوأ من المجموعة القياسية بالنسبة لإجراءات المنع، ومع ذلك لم يكن هناك اختلاف بين المجموعتين. إضافة إلي ذلك لم تختلف المجموعات الفرعية ADHD/C وADHD/I في معايير الانتباه الثابت ".
يجادل بعض الخبراء مثل الدكتور رسل باركلي (Russell Barkley) بأن ADHD-PI يختلف كثيرا عن الأنواع الفرعية حيث ينبغي اعتباره اضطراب متميز. لوحظ أن ADHD-PI يتميز بقلة التصرف الكاملة تقريبا والمخاطرة العالية والسلوك الذي يبحث عن المخاطر. يحتاج الي إجراء المزيد من البحوث لاكتشاف الفروق بين هولاء الذين يعانون من اضطرابات الانتباه.

## أبحاث علمية عربية
في جانب البحث العلمي العربي، تمت عدة دراسات على اضطراب فرط النشاط ونقص الانتباه (التشتت) ومن هذه الدراسات تلك التي قام بها الدكتور محمد مرعي القحطاني (2010) بعنوان " اضطراب التشتت وفرط الحركة لدى طلاب المدارس في البيئة السعودية. تم في هذه الدراسة معاينة طلاب وطالبات المدارس السعودية من خلال عينة عشوائية في منطقة عسير بجنوب المملكة العربية السعودية (ن= 708) وتم استخدام مقياس مطابق لمعايير الدليل التشخيصي الإحصائي للاضطرابات العقلية DSM-IV وتم ترجمة المقياس " مقياس عسير فندربلت" والتأكد من تقنينه على بيئة الدراسة. تم تحديد الصفوف الثلاثة الأولية التي يتراوح عمرها بين (7-9 سنوات). تم تطبيق المعايير الكاملة لل DSM-IV بحيث يجب أن يحدد فرط النشاط والتشتت في بيئتين منفصلتين ومختلفتين من خلال تقييم مستقل للآباء وآخر للمعلمين، والطالب أو الطالبه الذي\ التي تتوافق اراء الاباء والمعلمين بخصوص اضطراب فرط النشاط أو التشتت فانه يعتبر حالة موجبة تحمل احتمالية عالية للإصابة بهذا الاضطراب. اظهرات النتائج النهائية وجود اضطراب فرط النشاط بمعدل 2.7%. الدراسة انتهت إلى اهمية تشخيص هذا الاضطراب في المراحل الأولية المدرسية وتقديم الرعاية والعناية الطبية المناسبة.
في بحث سابق تمت دراسة الاضطرابات النفسية المصاحبة لاضطراب فرط النشاط والتشتت، قام بهذه الدراسة الدكتور محمد مرعي لقحطاني (2009) حيث وجد أن 73% من الأطفال المصابون باضطراب فرط النشاط والتشتت لديهم اضطرابات مصاحبة من السلوك العنيد أو السلوك المتحدي (oppositional-defiant disorder (ODD والسلوك المندفع (conduct disorder (CD. كما وجد الاكتئاب والقلق في 36% من أطفال الدراسة ممن لديهم فرط نشاط وتشتت. كما ان الجانب الأكاديمي والدراسي قد تأثر بشكل كبير وواضح لدى 63% من العينة و 90% من نفس العينة كانت تعاني من مشكلات واضحة في الجانب الاجتماعي التكيفي.

## الأعراض

### الدليل الإحصائي والتشخيصي- الطبعة الرابعة.
{ يسمح الدليل الإحصائي والتشخيصي للأمراض العقلية – الطبعة الرابعة (DSM-IV) بتشخيص النوع الفرعي من فرط نشاط اضطراب نقص الانتباه- الغفلة السائدة تحت الرمز (314.00)، إذا أظهر الفرد 6 أو أكثر من أعراض الغفلة التالية لمدة 6 أشهر للحد المعرقل وغير المناسب لمستوي التطوير في أكثر من بيئة واحدة (العمل، المدرسة، البيت...):
- في أغلب الأحيان لا يهتم كثيرا للتفاصيل، أو يرتكب أخطاء إهمال في الواجبات المدرسية، وفي العمل والأنشطة الأخرى.
- غالبا ما يعاني من متاعب في الاحتفاظ بالاهتمام في المهام أو في أنشطة الألعاب.
- في كثير من الأحيان يبدو عليه انه لا يستمع عند التحدث إليه مباشرة.
- في كثير من الأحيان لا يتبع التعليمات، ويفشل في إنهاء الواجبات المنزلية والأعمال الرتيبة أو المهام في مكان العمل (وذلك ليس بسبب سلوك معارض أو بسبب عدم فهم التعليمات).
- في معظم الأحيان يعاني من متاعب في تنظيم الأنشطة.
- في كثير من الأحيان يتجنب، أو لا يرغب أن يفعل الأشياء التي تحتاج إلي مجهود كبير لفترة طويلة (مثل الواجبات المدرسية أو المنزلية).
- غالبا ما يفقد الأشياء التي يحتاج إليها في المهام والأنشطة (مثال، الألعاب والمهمات المدرسية والدفاتر أو الأدوات).
- غالبا ما يصرف انتباهه بسهولة.
- غالبا ما يكون كثير النسيان في الأنشطة اليومية.

يتطلب تشخيص ADHD-PI ظهور هذه الأعراض التي تسبب الضعف في مكانين أو أكثر (مثال، في المدرسة أو العمل وفي المنزل). يجب أيضا أن يكون هناك دليل واضح علي ضعف سريري هام في الوظائف الاجتماعية والأكاديمية أو المهنية. أخيرا، يجب أن لا تحدث هذه الأعراض بشكل خاص أثناء اضطراب النمو المتفشي أو الفصام أو اضطرابات نفسية أخرى ولاتفسر بشكل أفضل لاضطراب عقلي آخر (مثل اضطراب المزاج، واضطرابات القلق والاضطراب الفصامي واضطراب الشخصية).
| فترة الحياة  | مثال |
| ------------ | --- |
| الأطفال (18) | عدم إيلاء اهتمام وثيق للتفاصيل أو الوقوع في الخطأ بسبب الإهمال عند القيام بالواجبات المدرسية أو الأنشطة الأخرى.  |
| الأطفال (18) | مشاكل في الحفاظ على تركيز الانتباه أثناء اللعب أو المهام                                                         |
| الأطفال (18) | لايبدو عليه أنه يستمع عند التحدث معه مع (وغالبا ما يتهم "بأحلام اليقظة")                                         |
| الأطفال (18) | عدم اتباع التعليمات أو إنهاء المهام.                                                                             |
| الأطفال (18) | تجنب المهام التي تتطلب جهدا عقليا وتنظيما عاليا، مثل مشاريع المدارس.                                             |
| الأطفال (18) | يفقد الأدوات اللازمة لتسهيل المهام أو الأنشطة، بصورة متكررة، مثل اللوازم المدرسية.                               |
| الأطفال (18) | التشتت المفرط |
| الأطفال (18) | النسيان |
| الأطفال (18) | المماطلة وعدم القدرة على بدء نشاط                                                                                |
| الأطفال (18) | صعوبة إنجاز الأعمال المنزلية.                                                                                    |
| الكبار {20}  | وكثيرا ما يرتكب أخطاءاهمال عندمايعمل في مشاريع صعبة أو رتيبة.                                                    |
| الكبار {20}  | يجد في كثير من الأحيان صعوبة في حفظ الانتباه أثناء العمل، أو أن يحتفظ بوظيفة لفترة طويلة من الزمن.               |
| الكبار {20}  | يجد صعوبة في التركيز على المحادثات في كثير من الأحيان.                                                           |
| الكبار {20}  | يواجه صعوبة في الانتهاء من المشاريع التي بدأت بالفعل.                                                            |
| الكبار {20}  | يجد في كثير من الأحيان صعوبة في تنظيم انجاز المهام.                                                              |
| الكبار {20}  | يتجنب أو يؤخر بدء المشاريع التي تتطلب الكثير من التفكير.                                                         |
| الكبار {20}  | كثيرا ما يقترف أخطاء إهمال عند الاضطرار الي العمل في مشاريع رتيبة أو صعبة.                                       |
| الكبار {20}  | مشوش البنود الشخصية (قديمة في بعض الأحيان وغير مجدية للفرد) مما تسبب "الفوضى" المفرطة (في المنزل، السيارة، إلخ.) |
| الكبار {20}  | وغالبا ما يصرف انتباهه بنشاط أو ضجيج.                                                                            |
| الكبار {20}  | غالبا ما يواجه مشاكل في تذكر المواعيد أو الالتزامات، أو التغيير غير المريح للخطط بوتيرة عالية.                   |

## العلاج
تشير الدراسات الحديثة إلي الأدوية التي وافقت عليها إدارة الأغذية والعقاقير (FDA) في علاج اضطراب فرط النشاط ونقص الانتباه، التي تميل للعمل بشكل جيد مع الأفراد مع نوع الغفلة. تشمل هذه الأدوية فئتين من العلاجات، المنشطات وغير المنشطات. وتقسم المنشطات الي أدوية علاج الخط الأول وأدوية علاج الخط الثاني. الأول مع معدل استجابة منخفض وحجم تأثير منخفض، والثاني مع معدل استجابة أعلى. بعض المنشطات الأكثر شيوعا هي الميثيلفينيديت (ريتالين)، واديرال و Vyvanse.
وعلى الرغم من أن الأدوية يمكن أن تساعد في تحسين التركيز، إلا أنها لا تعالج اضطراب فرط النشاط ونقص الانتباه – الغفلة السائدة ADHD-I، وتعود الأعراض للظهور مرة أخرى عند التوقف عن استعمال الأدوية. وعلاوة على ذلك، تعمل الأدوية على نحو أفضل مع بعض المرضى، في حين أنها تعمل بالكاد مع الآخرين.
يستحسن أيضا العلاج السلوكي المعرفي جنبا إلى جنب مع الدواء كما توصي به المؤسسات العلاجية والدوائية العالمية وكما يطبق في الغرب وفي بعض المراكز المتقدمة في الوطن العربي، لتحسين المهارات التنظيمية، وتقنيات الدراسة أو العمل الاجتماعي.
كانت هناك أدلة على أن التغييرات في النظم الغذائية مثل الحد من المضافات الغذائية والملونات والسكريات قد يكون علاجا مفيدا، ولكن ليس هناك دليل تجريبي لدعم هذه المعلومات.
ذكر كثير من الناس حصولهم علي نتائج ممتازة باستخدام القنب الطبي لعلاج فرط نشاط اضطراب نقص الانتباه ADHD ودعمت بعض البحوث مثل هذا العلاج.

## البحث
سوف تختبر دراسة ممولة حديثا في هد جبل سيناء مركز HD/AD، مدعومة بمنح مقدمة من (المعاهد الوطنية للصحة) NIH، النظر في استخدام التصوير بالرنين المغناطيسي الوظيفي في تحديد أنماط فريدة من نشاط المخ لدى الأطفال الذين يعانون من فرط نشاط زيادة الانتباه – الغفلة السائدة.

## الاستراتيجيات
ينصح الآباء والأمهات بتعلم المزيد عن هذا الاضطراب، ليتمكنوا في المقام الأول من مساعدة أنفسهم ومن ثم أطفالهم. سيكون مثاليا لو تم تطبيق برنامج العلاج التكاملي بين العيادة والمدرسة والمنزل.
الاستراتيجيات السلوكية تساعد كثيرا، وتشمل علي إنشاء إجراءات والحصول على التنظيم وتجنب الانحرافات (التلفزيون والفيديو وألعاب الكمبيوتر وخاصة في أيام الأسبوع وخلال الواجبات المنزلية)، مما يحد من الخيارات، وذلك باستخدام الأهداف والمكافآت، وبتجاهل السلوك.
وبما أن أطفال فرط نشاط اضطراب نقص الانتباه ADHA غير منظمين للغاية، يجب على الآباء أن يجدوا أماكن محددة لكل شيء، وأن يعلموا الأطفال استخدام التقويمات والجداول. كما ننصح الآباء والأمهات بأن يشركوا أطفالهم في الألعاب الرياضية لمساعدتهم على بناء الانضباط، والثقة، وتحسين مهاراتهم الاجتماعية. يعزز النشاط البدني مستوي الدوبامين والنوربينفرين والسيروتونين في الدماغ، وجميع هذه المواد تؤثر على التركيز والانتباه. ومع ذلك، قد تكون بعض الألعاب الرياضية صعبة، وقد تضيف الإحباط. ويجب على الآباء التحدث مع أبنائهم حول أنواع الرياضة أو التدريبات التي ترضيهم، قبل تسجيلهم في فصولها أو تسجيلهم في فريق رياضي معين.
من المهم جدا إقامة اتصال وثيق مع المدرسة من أجل وضع خطة تربوية لمعالجة احتياجات الطفل، وأيضا الإقامة في المدرسة، مثل تمديد الوقت لإجراء اختبارات، أو تعليقات المعلمين بين الفترة والاخري هي أيضا مفيدة لهؤلاء الأفراد. الإقامة في المدرسة مثل تمديد الوقت لاجراء اختبارات أو ردود الأفعال المتكررة من المعلمين مفيدة هي أيضا لهؤلاء الأفراد.

## دراسات عربية
- د. محمد مرعي جبران القحطاني. معتقدات الآباء وخبراتهم الدوائية عن اضطراب فرط النشاط والتشتت. 2015. مجلة علوم الصيدلة والبحوث الهندية 3 | 2015 | 144-150. كامل النص البحثي هنا على هذا الرابط.  .
- د. محمد مرعي جبران القحطاني. التطور السلوك-عصبي في السن الدراسية للأطفال الخدج. دراسة تمهيدية من المجتمع العربي 2016. المجلة الطبية للأطفال الخدجJ Pediatr Neonat Individual Med. 2016;5(2):e050211. :كامل النص البحثي على هذا الرابط هنا..

## الروابط الخارجية
- د. محمد مرعي القحطاني 2010 اضطراب التشتت وفرط الحركة لدى طلاب المدراس في البيئة السعودية[وصلة مكسورة]

	Mohammed M.J. Alqahtani. Attention-deficit hyperactive disorder in school-aged children in Saudi Arabia. Eur J Pediatr. 2010 Mar 27. 
- د. محمد مرعي القحطاني 2009 الاضطرابات المصاحبة لفرط الحركة والتشتت لدى طلاب المدراس في البيئة السعودية

	Mohammed M. Alqahtani. The Comorbidity of ADHD in the General Population of Saudi Arabian School-Age Children. J Atten Disord. 2009
- https://web.archive.org/web/20080513072730/http://www.adda-sr.org/reading/Articles/mooreinattentive.htm
- http://www.child-1st.com/new_site/index.html مواد تعليمية مصممة خصيصا للاطفال المصابين بفرط نشاط اضطراب نقص الانتباه
- https://web.archive.org/web/20080514024344/http://www.psychnet-uk.com/readers_articles/adhd_general.htm
- http://www.goaskmom.com

عسير فندربلت لفحص اضطراب فرط الحركة والتشتت: مقياس مقنن على البيئة السعودية اضطراب فرط النشاط ونقص الانتباه  على فيسبوك.